# Bisht

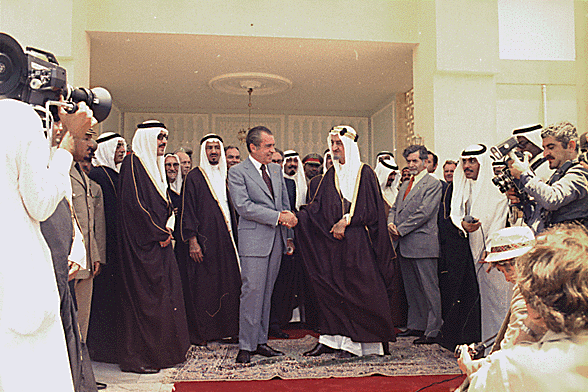
Presidenten Richard Nixon med kung Feisal till höger som har på sig en svart Bisht.

Bisht (arabiska بِشْت) är en traditionell rock för män i Mellanöstern. Den är ett mantelliknande ytterplagg som kan ha svart, brun, beige eller vit färg och som bärs över en thawb. Den är vanligtvis gjord av ull och når från halsen ned till fötterna. Material och mönster brukar visa på social status eller klantillhörighet.
Ursprungligen bars bisht vintertid av beduiner men används nuförtiden i Saudiarabien endast vid speciella tillfällen som bröllop och andra fester.